# Барстоу (Калифорния)
Барстоу (на английски: Barstow) е град в окръг Сан Бернардино в щата Калифорния, САЩ. Барстоу е с население от 21 119 жители (2000) и обща площ от 86,99 км² (33,59 мили²). Барстоу води началото си от миньорството и нуждата от транспорти услуги в резултат на него. През 1888 г. се построява железница, която минава през районът на днешен Барстоу. Голяма част от икономиката на Барстоу зависи от транспорта.